# Azanus mirza
Azanus mirza là một loài bướm ngày thuộc họ Lycaenidae. Nó được tìm thấy ở the Afrotropic ecozone.
Sải cánh dài 20–25 mm đối với con đực và 21–25 mm đối với con cái. Loài bướm này bay quanh năm but mainly between tháng 9 và tháng 3.
Ấu trùng ăn Acacia và Allophylus species.